# Olympische Winterspiele 2014/Shorttrack – 3000 m Staffel (Frauen)
Der Wettbewerb in der 3000-m-Shorttrack-Staffel der Frauen bei den Olympischen Winterspielen 2014 wurde am 10. und 18. Februar 2014 im Eisberg-Eislaufpalast ausgetragen.
Olympiasieger wurde die Staffel aus Südkorea vor dem Quartett aus Kanada. Die Bronzemedaille konnten sich die vier Athletinnen aus Italien sichern.

## Rekorde

### Bestehende Rekorde
| Weltrekord         | Cho Ha-ri, Park Seung-hi, Shim Suk-hee, Kim A-lang | 4:06,215 min | Kolomna   | 17. November 2013 |
| Olympischer Rekord | Sun Linlin, Wang Meng, Zhang Hui, Zhou Yang        | 4:06,610 min | Vancouver | 24. Februar 2010  |

## Ergebnisse

### Vorläufe
QA – Qualifikation für das A-Finale
QB – Qualifikation für das B-Finale
ADV – Advanced (aufgerückt)
| Rang | Lauf | Land        | Athletinnen                                                         | Zeit (min) | Anmerkung |
| ---- | ---- | ----------- | ------------------------------------------------------------------- | ---------- | --------- |
| 1    | 1    | Südkorea    | Cho Ha-ri Kong Sang-jeong Park Seung-hi Shim Suk-hee                | 4:08,052   | QA        |
| 2    | 1    | Kanada      | Marie-Ève Drolet Jessica Hewitt Valérie Maltais Marianne St-Gelais  | 4:08,871   | QA        |
| 3    | 1    | Russland    | Olga Beljakowa Tatjana Borodulina Sofja Proswirnowa Walerija Reznik | 4:13,938   | QB        |
| 4    | 1    | Ungarn      | Rózsa Darázs Bernadett Heidum Andrea Keszler Szandra Lajtos         | 4:15,473   | QB        |
| 1    | 2    | China       | Fan Kexin Li Jianrou Liu Qiuhong Zhou Yang                          | 4:09,555   | QA        |
| 2    | 2    | Italien     | Arianna Fontana Lucia Peretti Martina Valcepina Elena Viviani       | 4:11,282   | QA        |
| 3    | 2    | Japan       | Ayuko Itō Yui Sakai Biba Sakurai Sayuri Shimizu                     | 4:11,913   | QB        |
| 4    | 2    | Niederlande | Jorien ter Mors Sanne van Kerkhof Yara van Kerkhof Lara van Ruijven | —          | DSQ       |

### Finale

#### B-Finale
| Rang | Land     | Athletinnen                                                         | Zeit (min) | Anmerkung |
| ---- | -------- | ------------------------------------------------------------------- | ---------- | --------- |
| 5    | Russland | Olga Beljakowa Tatjana Borodulina Sofja Proswirnowa Walerija Reznik | 4:14,862   |           |
| 6    | Japan    | Ayuko Itō Yui Sakai Biba Sakurai Sayuri Shimizu                     | 4:15,253   |           |
| 7    | Ungarn   | Bernadett Heidum Andrea Keszler Zsófia Kónya Szandra Lajtos         | 4:24,496   |           |

#### A-Finale
| Rang | Land     | Athleten                                                           | Zeit (min) | Anmerkung |
| ---- | -------- | ------------------------------------------------------------------ | ---------- | --------- |
| 1    | Südkorea | Cho Ha-ri Kim A-lang Park Seung-hi Shim Suk-hee                    | 4:09,498   |           |
| 2    | Kanada   | Marie-Ève Drolet Jessica Hewitt Valérie Maltais Marianne St-Gelais | 4:10,641   |           |
| 3    | Italien  | Arianna Fontana Lucia Peretti Martina Valcepina Elena Viviani      | 4:14,014   |           |
| 4    | China    | Fan Kexin Li Jianrou Liu Qiuhong Zhou Yang                         | —          | DSQ       |